# Заслуженный работник высшей школы Российской Федерации
«Заслу́женный рабо́тник вы́сшей шко́лы Росси́йской Федера́ции» — почётное звание, входящее в систему государственных наград Российской Федерации.

## Основания для присвоения
Звание «Заслуженный работник высшей школы Российской Федерации» присваивается преподавателям, работникам системы высшего, послевузовского профессионального дополнительного образования за личные заслуги:
- в осуществлении высококвалифицированной педагогической и научной деятельности с применением новейших образовательных стандартов и методик, позволяющих повысить процент усвоения образовательного предмета и стимулировать его углублённое изучение учащимися;
- в разработке новейших методик и методологий преподавания образовательных предметов;
- в привлечении студентов и аспирантов к активной научно-практической деятельности;
- в воспитании и подготовке квалифицированных научных и научно-педагогических кадров.

Почётное звание «Заслуженный работник высшей школы Российской Федерации» присваивается, как правило, не ранее чем через 20 лет с начала осуществления профессиональной преподавательской деятельности и при наличии у представленного к награде лица ученой степени кандидата или доктора наук, а также отраслевых наград (почётный знак, почётное отраслевое звание или медаль К. Д. Ушинского) федерального органа государственной власти или органов государственной власти субъектов Российской Федерации.

## Порядок присвоения
Почётные звания Российской Федерации присваиваются указами Президента Российской Федерации на основании представлений, внесённых ему по результатам рассмотрения ходатайства о награждении и предложения Комиссии при Президенте Российской Федерации по государственным наградам.

## История звания
Почётное звание «Заслуженный работник высшей школы Российской Федерации» установлено Указом Президента Российской Федерации от 25 января 1996 года № 88 «О внесении дополнения в Указ Президента Российской Федерации от 30 декабря 1995 года № 1341 «Об установлении почётных званий Российской Федерации, утверждении положений о почётных званиях и описания нагрудного знака к почётным званиям Российской Федерации».
Тем же указом утверждено первоначальное Положение о почётном звании, в котором говорилось:
Почётное звание «Заслуженный работник высшей школы Российской Федерации» присваивается высокопрофессиональным преподавателям, сотрудникам системы высшего, послевузовского профессионального, соответствующего дополнительного образования и государственных органов управления высшим образованием за заслуги в педагогической и научной работе, значительный вклад в дело подготовки высококвалифицированных специалистов и работающим по специальности 20 и более лет.
В настоящем виде Положение о почётном звании утверждено Указом Президента Российской Федерации от 7 сентября 2010 года № 1099 «О мерах по совершенствованию государственной наградной системы Российской Федерации».

## Нагрудный знак
Нагрудный знак имеет единую для почётных званий Российской Федерации форму и изготавливается из серебра высотой 40 мм и шириной 30 мм. Он имеет форму овального венка, образуемого лавровой и дубовой ветвями. Перекрещенные внизу концы ветвей перевязаны бантом. На верхней части венка располагается Государственный герб Российской Федерации. На лицевой стороне, в центральной части, на венок наложен картуш с надписью — наименованием почётного звания.
На оборотной стороне имеется булавка для прикрепления нагрудного знака к одежде. Нагрудный знак носится на правой стороне груди.